# Chassey-Beaupré
Chassey-Beaupré település Franciaországban, Meuse megyében. Lakosainak száma 87 fő (2022. január 1.). Chassey-Beaupré Cirfontaines-en-Ornois, Lezéville, Dainville-Bertheléville és Gondrecourt-le-Château községekkel határos.

## Népesség
A település népességének változása:
| Lakosok száma | 162  | 165  | 144  | 125  | 102  | 99   | 88   | 81   | 79   | 87   |
|               | 1968 | 1982 | 1990 | 2006 | 2013 | 2015 | 2017 | 2019 | 2020 | 2022 |